# Associação Atlética Alvorada
El AA Alvorada es un equipo de fútbol de Brasil de la ciudad de Alvorada, Tocantins.

## Historia
Fue fundado el 26 de enero de 1993 en el municipio de Alvorada del estado de Tocantins como la sección de fútbol del club multideportivo fundado el 25 de abril de 1985. En ese mismo año se convierte en uno de los primeros equipos en participar en el Campeonato Tocantinense como liga profesional donde terminó en tercer lugar.
El club gana su primer título en 1997 cuando es campeón de la Copa Tocantins venciendo en la final al Tocantinópolis Esporte Clube, logrando la clasificación a la Copa de Brasil de 1998 por primera vez.
El año 1998 ha sido el más exitoso para el club, aunque empezó mal porque en la Copa de Brasil de ese año es eliminado en la primera ronda 1-9 por el Atlético Mineiro del estado de Minas Gerais. Más adelante en ese año gana el Campeonato Tocantinense por primera vez venciendo en la final al Palmas Futebol e Regatas, y con ello clasifica por primera vez al Campeonato Brasileño de Serie C, por primera vez jugando en ligas nacionales, donde es eliminado en la primera ronda al terminar en cuarto lugar de su zona entre seis equipos finalizando en el lugar 55 entre 66 equipos.
Luego de que dejara el Campeonato Tocantinense en 2009 por problemas financieros, regresa 11 años después al lograr el ascenso de la segunda división estatal para la temporada 2019.

## Palmarés
- Campeonato Tocantinense: 1

1998
- Copa Tocantins: 1

1997